# Златна змија
Златна змија (Bothrops insularis) је гмизавац из реда Squamata и фамилије Viperidae.

## Угроженост
Ова врста је крајње угрожена и у великој опасности од изумирања.

## Распрострањење
Ареал врсте је ограничен на једну државу.
Бразил је једино познато природно станиште врсте.

## Станиште
Станиште врсте су низинске кишне шуме.